# Wrong (Novastar)
Wrong is een nummer van de Belgische band Novastar. Het nummer verscheen op hun naar de band vernoemde debuutalbum uit 2000. Op 27 september 1999 werd het nummer uitgebracht als de debuutsingle van de band.

## Achtergrond
De tekst van "Wrong" werd geschreven door de uit Nederland afkomstige frontman Joost Zweegers. Het nummer gaat over een koppel dat na jaren uit elkaar is gegroeid, en het wordt de zanger duidelijk tijdens een reis naar Miami. In de videoclip van het nummer is Zweegers te zien met zijn toenmalige vriendin, actrice Cathérine Kools. Zweegers lijkt hierin meer interesse in zijn muziekinstrumenten te hebben dan in Kools, en zij vertrekt boos uit zijn appartement. De single werd een kleine hit in Nederland en Vlaanderen, waar respectievelijk de 47e en 43e positie behaald werd in de Mega Top 100 op Radio 3FM en de Vlaamse Ultratop 50. De Nederlandse Top 40 op Radio 538 en de Vlaamse Radio 2 Top 30 werden niet bereikt.
Desondanks is het een van de populairste nummers van Novastar gebleken; sinds 2009 staat "Wrong", met uitzondering van 2010, altijd in de bovenste helft van de jaarlijkse NPO Radio 2 Top 2000 van de Nederlandse publieke radiozender NPO Radio 2.

## Hitnoteringen

### Mega Top 100
| Hitnotering: 30-10-1999 t/m 18-12-1999 | Hitnotering: 30-10-1999 t/m 18-12-1999 | Hitnotering: 30-10-1999 t/m 18-12-1999 | Hitnotering: 30-10-1999 t/m 18-12-1999 | Hitnotering: 30-10-1999 t/m 18-12-1999 | Hitnotering: 30-10-1999 t/m 18-12-1999 | Hitnotering: 30-10-1999 t/m 18-12-1999 | Hitnotering: 30-10-1999 t/m 18-12-1999 | Hitnotering: 30-10-1999 t/m 18-12-1999 | Hitnotering: 30-10-1999 t/m 18-12-1999 |
| Week                                   | 1                                      | 2                                      | 3                                      | 4                                      | 5                                      | 6                                      | 7                                      | 8                                      |                                        |
| -------------------------------------- | -------------------------------------- | -------------------------------------- | -------------------------------------- | -------------------------------------- | -------------------------------------- | -------------------------------------- | -------------------------------------- | -------------------------------------- | -------------------------------------- |
| Positie                                | 99                                     | 78                                     | 53                                     | 47                                     | 51                                     | 50                                     | 63                                     | 76                                     | uit                                    |

### NPO Radio 2 Top 2000
| Nummer met noteringen in de NPO Radio 2 Top 2000 | '09 | '10  | '11 | '12 | '13 | '14 | '15 | '16 | '17 | '18 | '19 | '20 | '21 | '22 | '23 | '24 |
| ------------------------------------------------ | --- | ---- | --- | --- | --- | --- | --- | --- | --- | --- | --- | --- | --- | --- | --- | --- |
| Wrong                                            | 960 | 1423 | 803 | 853 | 790 | 875 | 699 | 668 | 666 | 658 | 713 | 611 | 535 | 434 | 467 | 495 |

1. ↑  Een vetgedrukt getal geeft de hoogste notering aan.
2. ↑  2009 was het eerste jaar met een notering voor dit nummer.